# 276
سنة 276 م (بالأرقام الرومانية: CCLXXVI) كانت سنة كبيسة تبدأ يوم السبت (الرابط يظهر نموذج الجدول الزمني الكامل للسنة) من التقويم اليولياني. بدأت تسمية السنة ب276 منذ العصور الوسطى المبكرة، عندما أصبح تقويم أنو دوميني هو الأسلوب السائد في أوروبا لتسمية السنوات.

## وفيات
- ماركوس كلاوديوس تاسيتس